# Walter Rauff
Walter Rauff (ur. 19 czerwca 1906 w Köthen, zm. 14 maja 1984 w Santiago) – niemiecki wojskowy, oficer Reichsmarine, Kriegsmarine i SS, nr służbowy 290 947, ostatni znany stopień SS-Standartenführer.

## Życiorys
W 1924 roku wstąpił do Reichsmarine, gdzie szybko awansował. W 1937 roku został zmuszony do odejścia z czynnej służby wskutek skandalu seksualnego. Związał się wówczas z SS. Podczas agresji na Polskę był odpowiedzialny za techniczne wyposażenie i przygotowanie jej grup operacyjnych. W latach 1940–1941 na krótko powrócił do służby w Kriegsmarine, gdzie dostał ostatni awans na stopień marynarski, komandora porucznika, w kwietniu 1941 roku.
W 1940 roku był kierownikiem Grupy Urzędowej I G (Sprawy techniczne) w Głównym Urzędzie Bezpieczeństwa Rzeszy; ponosi główną odpowiedzialność za rozwój ruchomych komór gazowych i innych środków masowej zagłady. W 1942 roku był kierownikiem Grupy III D (Sprawy techniczne) i VI F (Techniczne środki pomocnicze dla zagranicznej służby informacyjnej). Służył również w Tunisie. W Mediolanie, jako członek Gestapo, dowodził SS. Pod koniec wojny aresztowany przez Amerykanów.
W 1949 roku przebywał między innymi w Syrii. Był współorganizatorem grupy niemieckich ekspertów wojskowych pracujących dla Syrii. Brał udział w przygotowaniu marcowego zamachu stanu. Mianowany przez Husniego Za'ima komisarzem ds. bezpieczeństwa, z zadaniem reformy syryjskiego wywiadu.
Po puczu sierpniowym Syria pozbyła się większości niemieckich doradców. Rauff dzięki pomocy kleru katolickiego otrzymał fałszywe dokumenty i trafił do Ekwadoru. Następnie przebywał w Punta Arenas w Chile, gdzie był hurtownikiem. Aresztowany w 1962 roku w Santiago. W 1963 roku został jednak zwolniony przez sąd najwyższy. W liście do Szymona Wiesenthala prezydent Salvador Allende, po wyborze na urząd, napisał, że nie jest w stanie zmienić decyzji sądu.
Podczas rządów junty wojskowej generała Augusto Pinocheta Rauff służył pomocą tajnej policji DINA udzielając porad na temat stosowania tortur oraz planowania obozów koncentracyjnych. Pinochet odmawiał jego wydania powołując się na wyrok sądu najwyższego z 1963 roku. W 1979 roku brytyjski dziennikarz odkrył obecność Rauffa w willi na przedmieściach Santiago i przeprowadził z nim wywiad z którego powstał film dokumentalny pt. „The Hunter and the Hunted”. Zmarł w Santiago w 1984 roku na raka płuc. Podczas pogrzebu, jego koledzy z SS wykonywali m.in. nazistowskie pozdrowienie.
Na temat kulis ucieczki Rauffa z III Rzeszy wypowiadał się Peter Mason służący w wydzielonej z SAS grupie specjalnej. Brytyjczyk był dowódcą misji polegającej na śledzeniu Rauffa i ochraniającego go oddziałku żołnierzy SS. Pośród nich znajdował się sobowtór Rauffa – niemal wszyscy oni zostali skrytobójczo zamordowani, a zwłoki owego sobowtóra upozorowane na oficera nazistowskiego. Sami żołnierze SAS w szaleńczej pogoni mieli kłopot z dogonieniem niemieckich zbiegów, zaś z uwagi na liczebność Niemców i przebywających z nimi Włochów, nie mogli przeszkodzić w ucieczce. Nie do końca orientowali się też w przebiegu wydarzeń w obrębie grupy uciekinierów. Nie było całkowitej pewności, co stało się z głównym poszukiwanym, niemniej na miejscu odbyło się dochodzenie z udziałem prawników alianckich i prawdopodobnie funkcjonariuszy wywiadu. Dopiero znacznie później, m.in. dzięki publikacjom w „Der Spiegel” okazało się, że Walter Rauff przeżył.